# Răzvan Andreiana
Răzvan Andreiana (ur. 23 lipca 1990) – rumuński bokser, brązowy medalista mistrzostw Europy w Ankarze.

## Kariera amatorska
W 2010 roku startował na mistrzostwach Europy w Moskwie. Andreiana doszedł do ćwierćfinału, gdzie pokonał go złoty medalista tych zawodów, Eduard Abzalimow. W 2011 roku podczas mistrzostw Europy w Ankarze zdobył brązowy medal, przegrywając w półfinale z Veaceslavem Gojanem.